# モリオリ人
モリオリ人はニュージーランドの東に位置する列島、チャタム諸島（モリオリ語でRēkohu、マオリ語で Wharekauri）のポリネシア系先住民である。モリオリ人の起源は、1500年頃にニュージーランド本土からやってきたマオリの移住者である。この頃、ニュージーランド本土では、古代から現代へとマオリの文化が移行していた 。口頭伝承では、チャタム諸島への複数の移住の波が記録されている。数世紀にわたって、これらの入植者の文化は本土のマオリから分岐し、独特の方言、神話、芸術的表現、生活様式を発展させた。
初期のモリオリ人は、東ポリネシアの社会慣習と組織に基づいて部族グループを形成した;その後、著名な平和主義の文化が出現した(ヌヌク＝フェヌアを参照)。この文化によって、1830年代のマスケット銃戦争では、タラナキのマオリの侵略者たちは、彼らをほとんど絶滅させることができた。現在、モリオリ人とされる人は約700人いるが、そのほとんどはチャタム諸島には住んでいない。
19世紀後半、ある著名な人類学者は、モリオリはマオリ以前のニュージーランド本土からの移住者であり、おそらく起源はメラネシア人であると提唱した。この仮説は、学者の間で支持を得られなくなって久しく後も、20世紀を通じてニュージーランドの学校で教えられていた。

## 歴史

### 起源
モリオリ人はポリネシア人ではあるが、太平洋のポリネシア人とは異なる文化を有している。彼らは現地の状況に適応しながら、チャタム諸島で独特のモリオリ文化を発展させた。かつては、赤道付近のポリネシアの島々から直接チャタム諸島に移住してきたと考えられていた。現在ではニュージーランドの南島南部から1500年ごろに移住してきたマオリが起源であるという考えが主流となっている。
この説の根拠としては、モリオリ語が南島のンガーイ・タフ族の話すマオリの方言と類似していることや、モリオリ ("hokopapa") とマオリ ("whakapapa") の系図の比較が上げられる。南太平洋に卓越風のパターンがあることから、チャタム諸島はポリネシアの発見と入植が行われていた時期に、太平洋で最後に居住が進んだ地域であるとの推測が強まっている。Moriori という語は、ポリネシア祖語の *ma(a)qoli に由来し、「本物」という意味に再構されている。マオリ語の Māori と同根であり、「(普通の)人々」という意味も持っていた可能性が高い。

### 現地の条件への適応

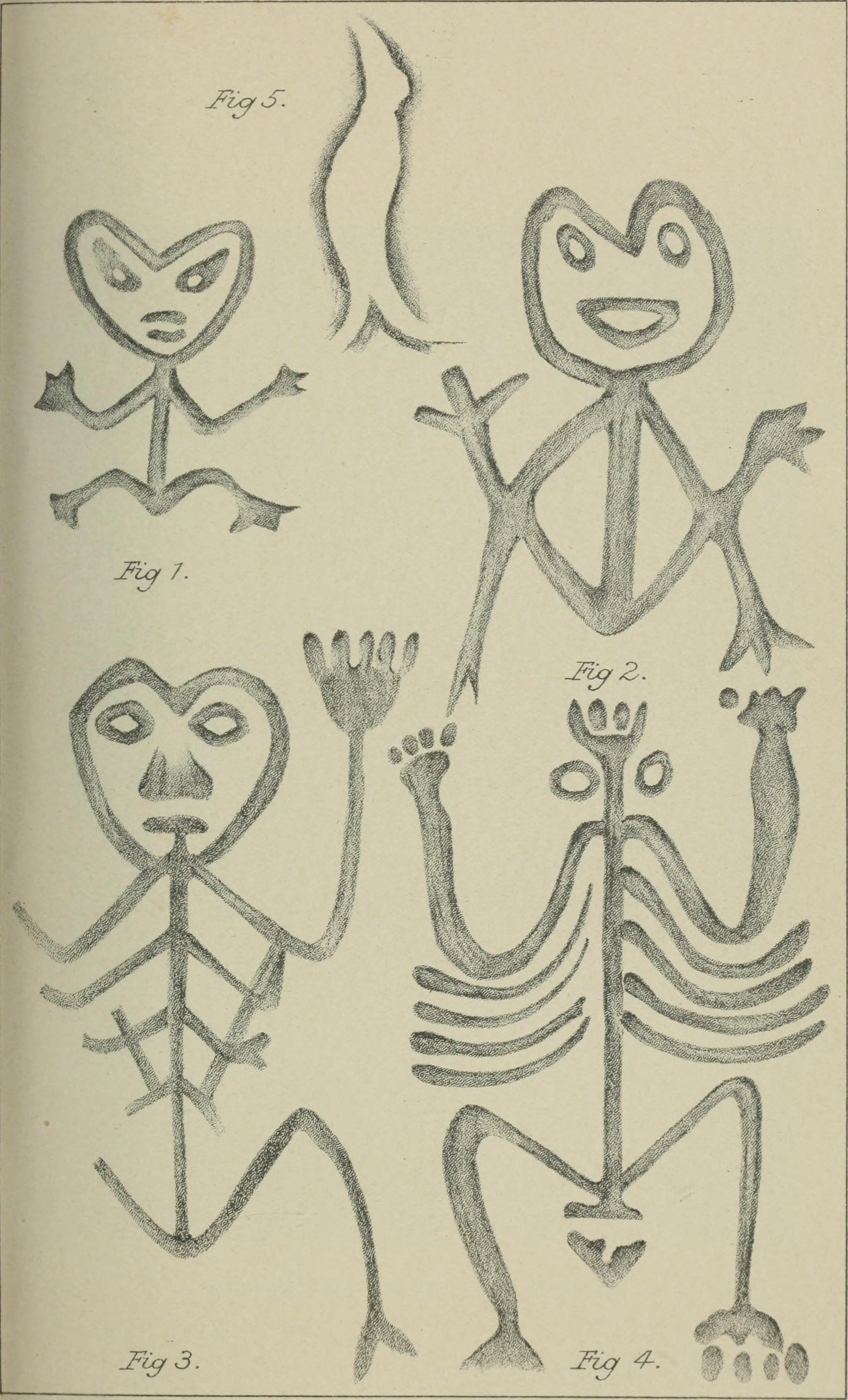
木や岩に彫られたモリオリ人の意匠。

チャタム諸島は、最初の入植者たちが出発した土地よりも寒く、快適さに欠けており、資源は豊富ではあるが、もともとの土地とは大きく異なっていた。チャタム諸島はポリネシア人が知るほとんどの作物の栽培に不向きであり農業ができないため、モリオリ人は狩猟採集の生活様式を採用した。食物はほぼ完全に海洋から供給されたもので、魚のタンパク質と脂肪、オットセイ、太った若い海鳥であった。その島は約2,000人を養った。

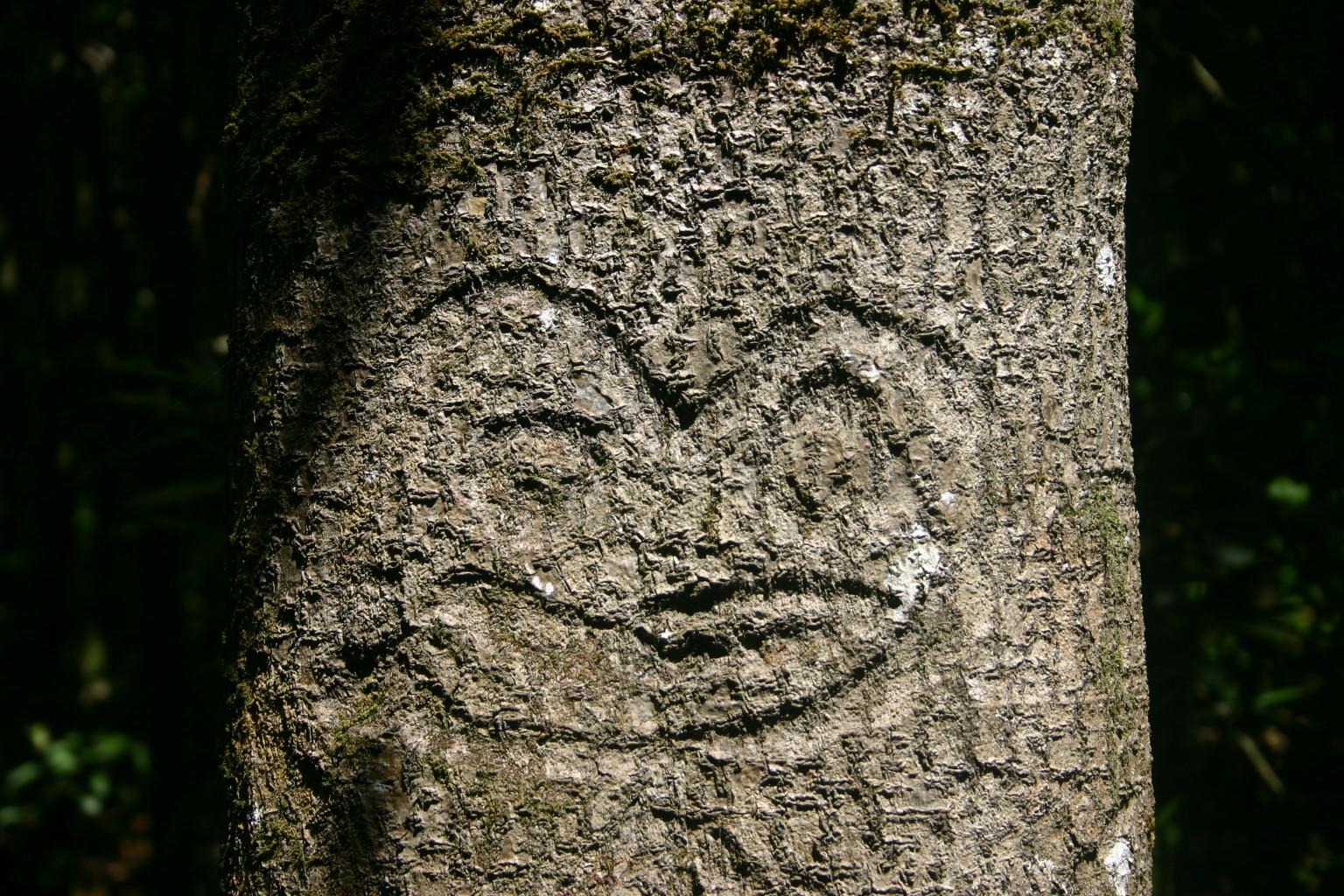
モリオリ人が彫った木

緑の石や豊富な材木のような文化的に重要な資源が不足していたので、彼らは必要な儀式を、樹木を彫ること（木の幹への切込み、 rakau momori と呼ばれた）で行った。これらの彫刻の一部は、JM Barker(ハププ)国立歴史保護区によって保護されている。
少人数で不安定な集団であったモリオリは、戦争を厳格に回避する平和主義文化を受け入れ、戦争を儀式的な戦闘や調停による紛争解決に置き換えた。戦争と共食いの禁止は、彼らの祖先であるヌヌク＝フェヌアに起因している。
これにより、モリオリは厳しい気候の中で限られた資源を保護することができ、イースター島のような壊滅的な居住地の破壊や、人口減少につながる戦争による無駄を回避することができた。しかし、状況への現実的な対応というよりは道徳的命令と考えられた場合、それはまた、後に北島のマオリによる侵略でそれらをほとんど破壊することにもつながった。
モリオリは人口の増加を抑えるために一部の男児を去勢していた。

### ヨーロッパとの接触(1791~1835年)
モリオリ人と最初に接触したヨーロッパ人は、1791年11月29日、イギリスからダスキー・サウンド経由で北太平洋への航海中の船、チャタム号の乗組員だった。チャタム号の船長ウィリアム・ロバート・ブロートンは、自分の船にちなんで島に名前を付け、英国の領有権を主張した。上陸隊はチャタム島の北東部にあるカインガロア港に上陸した。ヨーロッパ人が上陸すると、当初モリオリ人は森に退却していた。70年後、モリオリ人の口伝では、パイプを吸っていたヨーロッパ人は火の神で、着ていた服から女性だと判断されていた。この解釈によって、男たちは森から帰ってきて上陸隊に会うことになった。交易はうまくいかなかったが、乗組員がモリオリ人の槍の先に贈り物を置いたことで、短期間の敵意はすぐに収まった。水辺を探検した後、乗組員は再びモリオリ人の攻撃を恐れた。誤解により暴力がエスカレートし、モリオリ人1人が射殺された。チャタム号は乗組員全員を連れて島を離れた。ブロートンの日記と地元の口伝の両方の記録によると、双方が事件を後悔し、過剰に反応したことをある程度は自分たちの責任とした。
ある意味で、このときの後悔が次の良好な関係をもたらした。次の艦船は1804年から1807年の間のどこかでこの島々に到着した。彼らはシドニーからのアザラシ狩りの漁師であり、彼らの歓迎の言葉はモリオリ人に友好的な評判を与えた。この時期に少なくとも1人のモリオリ人がニュージーランド本土を訪れ、マオリを知って帰国した。船が増えれば、アザラシ狩り漁師の一団も何か月も島に取り残された。アザラシ狩り漁師や捕鯨業者はすぐにこの島を彼らの活動の中心地とし、天然の人々と資源を奪い合った。豚とジャガイモが島に導入された。しかし、宗教的な意味を持ち、モリオリに衣食を与えたアザラシはほとんど絶滅してしまった。ヨーロッパ人男性はモリオリと結婚した。マオリがファレカウリに村を作りチャタム諸島でのマオリの名前となった。
1830年代半ばには、地域の人口は約1,600人と推定され、人口の約10%から20%がインフルエンザなどの感染症で死亡した。マオリと同様の冷水に浸かる習慣によって、インフルエンザの影響はより深刻になった。

### タラナキのマオリによる侵略(1835~1868年)

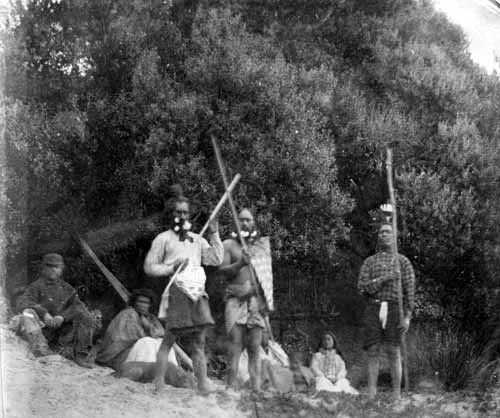
19世紀後半のモリオリ人

1835年11月19日、ニュージーランド北島タラナキ地方に出自を持ちウェリントンに居住していたタラナキ地方のンガーティ・ムトゥンガ族やンガーティ・タマ族の500人のマオリ達（男性、女性、子供）が、ヨーロッパ人の船 Lord Rodney を乗っ取り、銃や棍棒、斧、トマホークなどで武装してチャタムに現れた。船には、栽培用の78トンのジャガイモを積んでいた。
続いて、1835年12月5日に同じ船でさらに400人のマオリを送り込んだ。二度目の上陸の前に、侵略者は12歳の少女を殺し、その肉を柱につるした。彼らはモリオリを虐殺し、食人も行った。生存者も奴隷化された。第二陣の到来に伴い「首長が率いるマスケット銃、棍棒、トマホークで武装した戦士たちの一団が、警告も許可も挨拶もなしに、モリオリの領土や居留地を歩いた。もし侵略者が望むのであれば、自分たちの土地は奪われており、そこに住んでいたモリオリは家臣となったことを住民に簡潔に伝えた。」
テ・アワパティキと呼ばれる集落では、モリオリの長老の会が招集された。マオリの好戦性を知っていたにもかかわらず、また何人かの長老たちがヌヌクの原則は今では適切ではないと忠告したにもかかわらず、タパタとトレアという二人の長老は「ヌヌクの法則は、状況の変化に応じて変わる生存戦略ではない;それは道徳的な義務であった。」と宣言した。この会議は平和を支持すると決定したが、侵略してきたマオリはそれを、マスケット銃戦争の間に一般的だったように、戦争への準備であると推測した。これが大虐殺を引き起こし、ワイタンギ地域のほとんどが制圧され、モリオリの生存者は奴隷となった。
モリオリの生存者は、「[マオリ]は私たちを羊のように殺し始めた......。[私たち]は恐れおののき、茂みへと逃げ出し、地下の穴や、敵から逃れるためのあらゆる場所に身を隠した。しかし何の役にも立たなかった;私たちは見つかって、男性、女性、子どもの差別なく殺されました。」と回想した。マオリの征服者は、「私たちは所有した...。私たちの習慣に従って、私たちはすべての人を捕まえた。誰も逃げませんでした......。」と説明した。侵略者は、人口の約10%を儀式的に殺害した。この儀式には、浜辺で女性や子供を斬り倒し、数日間にわたる激しい苦痛の中で彼らを死なせることが含まれていた。
その後、侵略者はモリオリ語を話すことを禁じ、モリオリに自分たちの聖地を排泄で汚すことを強要した。モリオリはモリオリやマオリと結婚したり子を持つことを禁じられた。これは、ニュージーランド本土で慣習的に行われていた奴隷制度とは異なっていた。しかし、マオリの主人との間に子をもうけるモリオリの女性は多かった。モリオリの女性の中には最終的にマオリまたはヨーロッパ人男性と結婚した者も少数いた。幾人かはチャタム島から連れ去られ、二度と帰ってこなかった。1842年にマオリの小集団と彼らのモリオリの奴隷が亜南極のオークランド諸島に移住し、アザラシ狩りと亜麻の栽培を行い約20年間生存した。1862年までに、約2,000人いた人口のうち101人のみが生き残った。

### 分散と同化

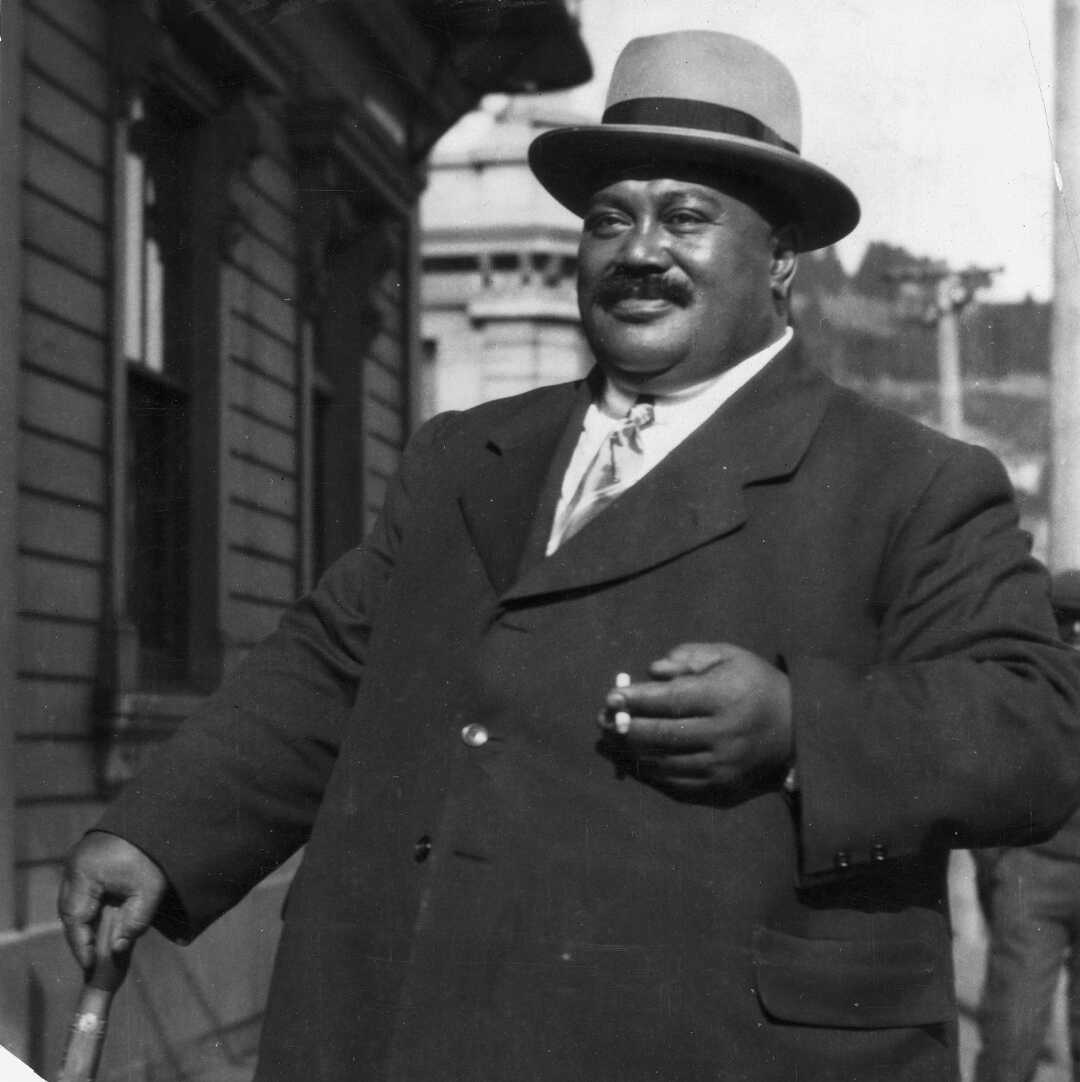
最後の純血のモリオリ人として知られるトミー・ソロモン

モリオリは1860年末までに奴隷制から解放され、自己決定の機会を得たが、人口が少なかったため、次第に文化が希薄化していった。侵攻前のモリオリ語と文化を理解していた人々は、すでにほんの一握りだった。若い世代はマオリ語を話しながらも自分たちをモリオリと名乗った。モリオリの文化を後世に伝える試みがなされたが、決して元の生き方には戻れないと考えられていた。1900年までに、チャタム諸島で自分たちを「モリオリ」と名乗る者はわずか12人になっていた。1933年に最後の混血でないモリオリ、トミー・ソロモンが亡くなったが、現在、1000人ほどの混血のモリオリの子孫が生きている。1843年、ドイツのモラヴィア兄弟団の男性宣教師の一団が到着した。三年後にモリオリ人の女性が入信のための使いに出された際に数件の結婚が成立し、今日生きるモリオリ人人口の一部はその宣教師達の家系に遡るものである。

## ワイタンギ審判所への申し立て
1980年後半には、モリオリの子孫の何人かがワイタンギ審判所を通じてニュージーランド政府に対して申し立てを行った。審判所は、ワイタンギ条約が締結された1840年以降の期間における国王の作為または不作為に関連してマオリが申し立てた主張について勧告を行う任務を負っている。このような主張は、審判所が、2つの先住民グループの主張を争うか否かを選択しなければならなかった初めてのものである。主張の主な焦点は、1842年の英国による島々の併合、モリオリ人が奴隷状態に置かれているとの報告に対して政府が何の行動も起こさなかったこと、そして1870年に国の土地裁判所により島の97%がンガーティ・ムトゥンガ族に与えられたことであった。
1992年、モリオリ側の主張が認められている間、シーロード漁業協定によってニュージーランドの漁業権の三分の一はマオリに譲渡されたが、その後の条約による漁業権の主張は妨げられた。この背景には、マオリ、モリオリ、チャタム諸島のパケハ（白人）の人々が漁業権を求めて競い合い、国際的および本土的な利益を排除するために協力していることがある。したがって、チャタム諸島の所有権に関する部族民の評決の結果、モリオリがシーロード協定で割り当てられた漁業権の一部を獲得する能力が向上すると考えられた。モリオリ側の主張は、1994年5月から1996年3月にかけて審理され、判決はモリオリ側の主張を強く支持した。これにより、2017年に国王とモリオリとの間で1800万ドルの取引が成立した。

## 文化とマラエ

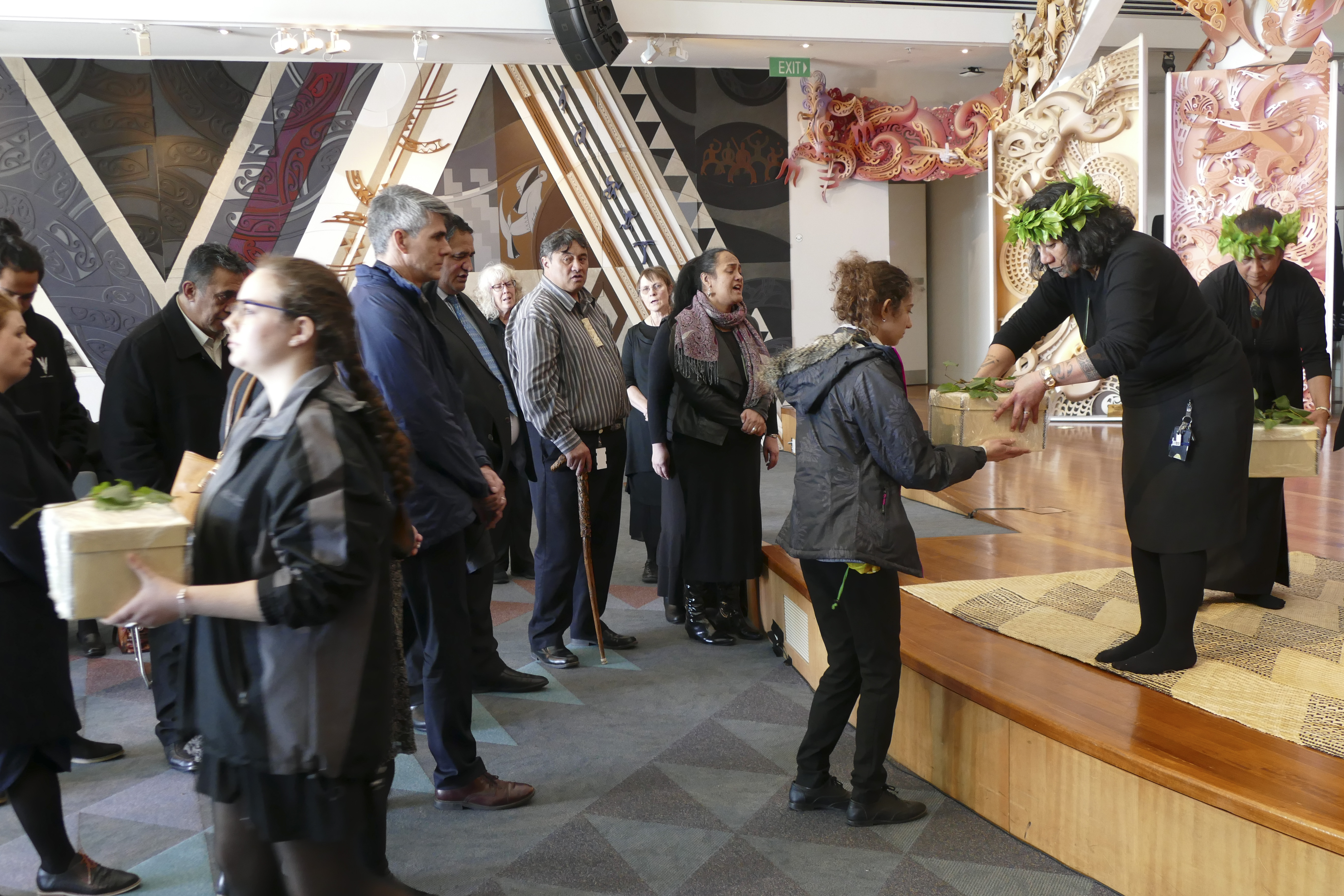
19世紀にニュージーランドから持ち出されたマオリとモリオリの遺骨のテ・パパでの返還式典。(2018)

今日、モリオリ人が直面した困難にもかかわらず、彼らの文化はチャタム諸島とニュージーランド本土の両方でルネッサンスを謳歌している。このことは、2005年1月にチャタム島の新しいコーピンガ・マラエ（注：マラエとはポリネシアにおける集会所）で平和規約が更新されたことに象徴されている。2016年現在、マラエには800人のモリオリの子孫が登録されており、3000人以上の子供が関連している。コーピンガ集会所とホコメネタイ集会所はチャタム島のワイタンギにある。
2001年、モリオリの言語と歌を保存する作業が始まった。彼らはまた、自らの文化と言語を保護するために、政府から600万ドルの助成金を受けた。アホウドリは、モリオリの文化の中で今も重要な意味を持ち続けている。アホウドリは平和の象徴として、コーピンガ・マラエのデザインにも見られ、その羽を髪につけるモリオリもいる。モリオリ人とンガーティ・ムトゥンガ族の関係は改善しており、非暴力はモリオリの自己イメージの土台となっている。
2002年チャタム島東海岸の土地を国王が購入(Taia財産)。現在は保護区となっており、モリオリ人と国王が共同管理している。また、モリオリ人は島の rākau hokoairo (木への彫刻)の保存にも積極的に関わっている。

## 言語
英語、および程度は低いがマオリ語は現在モリオリによって話されている。現在は消滅しているモリオリ語は東ポリネシア諸語に属し、マオリ語やクック諸島マオリ語と深い関係があり相互に理解可能だった。マオリ語とは語彙の約70%を共有していたが、文法や発音には大きな違いがあった。言語の残りの部分の生き残りを確実にするために、教材を作成する現代的な試みがある。

## 政治団体
2001年にはモリオリの二大政治勢力が結集してホコテヒ・モリオリ・トラスト (Hokotehi Moriori Trust) が結成されたが、内部抗争が続いている。ニュージーランド政府は、ホコテヒ・モリオリ・トラストはワイタンギ条約の和解交渉においてモリオリを代表する権限を与えられていると認識している。2004年のマオリ漁業法の下で委任されたイウィの組織でもあり、2004年マオリ商業養殖クレーム処理法の下で公認されたイウィの養殖機関でもある。この信託は、1991年資源管理法の下で資源同意のための「イウィの権限」としてモリオリを代表し、トゥーホノ組織である。この慈善トラストは10人の受託者によって運営されており、チャタム諸島、北島、南島からそれぞれの代表が参加している。その拠点はチャタム島のオウェンガである。

## 大衆文化の中でのモリオリ人
19世紀後半のパーシー・スミスとエルスドン・ベストの著作に基づき、マオリはニュージーランド本土のマオリより原始的な前マオリの人々(時に、メラネシア起源である可能性があり、小柄で黒い肌の人種として記述される)を追放し、チャタム島のマオリがこの初期の民族の最後の末裔であるという説が広まった。これらの理論はまた、ヨーロッパからの移住者の観点から、ニュージーランドの先住民族であるマオリの概念をくつがえし、ますます文明的で技術的に有能な人々による移住と征服の波が押し寄せている中で、マオリを一つにするという利点も持っていた。これは、人種的なステレオタイプ、植民地化、文化による「征服」を正当化するために使われた。しかし、人種的にモリオリ人をはっきりしたマオリ以前の民族とする仮説は、多くの歴史家、人類学者、民族学者によって吟味され、否定された。そのような意見が書かれた作品には、1923年の人類学者H.D.スキナー、1940年代の民族学者ロジャー・ダフ、1959年の歴史家で民族誌学者のアーサー・トムソン、2000年のマイケル・キングによる "Moriori: A People Rediscovered" 、ジェームズ・ベリッチ、K.R.ハウによる "Te Ara: The Encyclopedia of New Zealand" がある。
モリオリがマオリよりも早く到着し、マオリとは大きく異なるという考えは、20世紀初頭に広く発表された。決定的に重要なのは、この物語が1916年のスクールジャーナルと1934年のA.W.リードの教科書 "The Coming of the Maori to Ao-tea-roa" に連載され、何世代にもわたって学童たちに親しまれるようになったことである。これはマスコミと政治家たちによって繰り返された。しかし、この考えが議論を完全に支配したことは一度もなく、20世紀の間に学術的なコンセンサスが徐々に一般の認識を高めていった。
2004年のイギリスの小説(2012年にアメリカで映画化)であるクラウド・アトラスは、モリオリの奴隷制度を取り上げた。いくつかのレビューでは、マオリの奴隷文化を表現するのに、アメリカ合衆国のアフリカ系奴隷のモチーフを使うことの不適切さに注意を促している。これら2つの互換性は、一般的な創作の中でよくある誤解であった。

## さらに読む
- Dave Kopel, Paul Gallant & Joanne D. Eisen (2003). 'A Moriori Lesson: a brief history of pacifism'. National Review Online, 11 April 2003.